# Stenia falcata
Stenia falcata är en orkidéart som först beskrevs av James David Ackerman, och fick sitt nu gällande namn av Robert Louis Dressler. Stenia falcata ingår i släktet Stenia och familjen orkidéer. Inga underarter finns listade i Catalogue of Life.